# Tomás Rafael Rodríguez Zayas
Tomás Rafael Rodríguez Zayas (Holguín, 26 de abril de 1949 - La Habana, 6 de septiembre de 2010) fue un ilustrador cubano. De formación autodidacta, desarrolló el dibujo humorístico, el grabado, la ilustración y el diseño gráfico.

## Exposiciones personales
- 1980 "Tomy". [grabados], Teatro Nacional de Cuba, La Habana, CUBA.
- 1996 "El que inventó la trampa hizo la ley"(itinerante por todo el país), Cuba.
- 2001 "Primera exposición personal del Tercer milenio" en la XII Bienal Internacional de Humor de San Antonio de los Baños. San Antonio de los Baños, La Habana, CUBA.

## Exposiciones colectivas
- 1975 y 1977 "El mundo existe porque ríe" II y III Bienal Internacional del Humor y La Sátira en el Arte, Casa del Humor y la Sátira, Gabrovo, Bulgaria.
- 1981 II Bienal Internacional del Humor. Círculo de Artesanos, San Antonio de los Baños, La Habana, CUBA.
- 1993 "La Pistola" II Bienal Internacional de Caricatura José Guadalupe Posada. Sociedad Mexicana de Caricaturistas, México D.F., México.
- 2001 Bienal de Bahía, Bahía, Brasil.

## Premios
Entre los principales premios que ha obtenido se encuentran:
- 1970 Segundo Premio en Humor General. Primer Salón Nacional de Humorismo. Galería La Rampa, Hotel Habana Libre, La Habana, Cuba.
- 1999 Primer Premio en Humor Político. Salón de la Prensa, Porto Alegre, Brasil.
- 2000 Primer Premio. Certamen de Humor Gráfico, Santa Cruz de Tenerife, Islas Canarias, España.
- 2001 Premio en sátira política. Bienal de Bahía, Bahía, Brasil.

- Datos: Q6148611